# Clarence Oldfield
Clarence Winston Oldfield (Durban, 27 novembre 1899 – 14 dicembre 1981) è stato un velocista sudafricano, specializzato nei 400 metri piani.

## Palmarès

### Olimpiadi
- Argento a Anversa 1920 nella staffetta 4×400 metri.